# Maciej Mielcarz
Maciej Mielcarz (Śrem, 15 ottobre 1980) è un ex calciatore polacco, di ruolo portiere.